# 佐佐木元氏
佐佐木 元氏（ささき もとうじ、? - 享保15年7月22日（1730年9月4日））は、江戸時代中期の長州藩士。尼子氏の10代当主である。初名は光久（みつひさ）、のちに藩主毛利吉元より偏諱を授かって元氏に改名。父は佐佐木広高で「氏」の字は彼の初名「氏久」の偏諱を取ったものである。姉妹が粟屋元興室・粟屋元興継室と粟屋氏へと嫁いでいる。子には佐佐木広朝、佐佐木時久、佐佐木信賢、児玉氏への養子。娘1人。
元氏は先代達とは異なり男子に恵まれ、家督は実子の時久が継いだ。